# Coronidium
Coronidium là một chi thực vật có hoa trong họ Cúc (Asteraceae).

## Loài
Chi Coronidium gồm các loài: